# Sakihokore Itoshisa yo
 (mars 2012).
Si vous disposez d'ouvrages ou d'articles de référence ou si vous connaissez des sites web de qualité traitant du thème abordé ici, merci de compléter l'article en donnant les références utiles à sa vérifiabilité et en les liant à la section « Notes et références ».
Singles de Wink
Kekkon Shō Ne
(1993) Itsumademo Suki de Itakute
(1994)
Sakihokore Itoshisa yo (咲き誇れ愛しさよ) est le 19e single du duo japonais Wink.

## Présentation
Le single sort le 8 septembre 1993 au Japon sous le label Polystar, trois mois seulement après le précédent single du groupe, Kekkon Shō Ne. Il atteint la 9e place du classement de l'Oricon, et reste classé pendant douze semaines ; il se vend à 333 850 exemplaires dans cette période, ce qui en fait son plus grand succès commercial depuis One Night in Heaven sorti quatre ans plus tôt, surpassant même les ventes de son dernier single N°1, Sexy Music. Il restera cependant son dernier disque à dépasser les 100 000 ventes et à se classer dans le "top 10".
La chanson-titre, écrite pour le groupe par la chanteuse Maki Ōguro et composée par Tetsurō Oda, a été utilisée comme thème musical pour une publicité pour le produit Premie de la marque Shiseido. Elle figurera sur l'album Brunch qui sort trois mois plus tard, puis sur les compilations Diary de 1994, Reminiscence de 1995, et Wink Memories 1988-1996 de 1996 ; elle sera aussi remixée sur l'album Jam the Wink de 1996.
La chanson en "face B", Made In Love, figurera aussi sur l'album Brunch, puis sur la compilation de "faces B" Back to Front de 1995.

## Liste des titres
| 1. | Sakihokore Itoshisa yo (咲き誇れ愛しさよ)                           | Maki Ōguro / Tetsurō Oda         |  |
| 2. | Made In Love                                                        | Rui Serizawa / Seishiro Kusunose |  |
| 3. | Sakihokore Itoshisa yo (Original Karaoke) (...オリジナル・カラオケ) | Maki Ōguro / Tetsuro Oda         |  |